# Blini

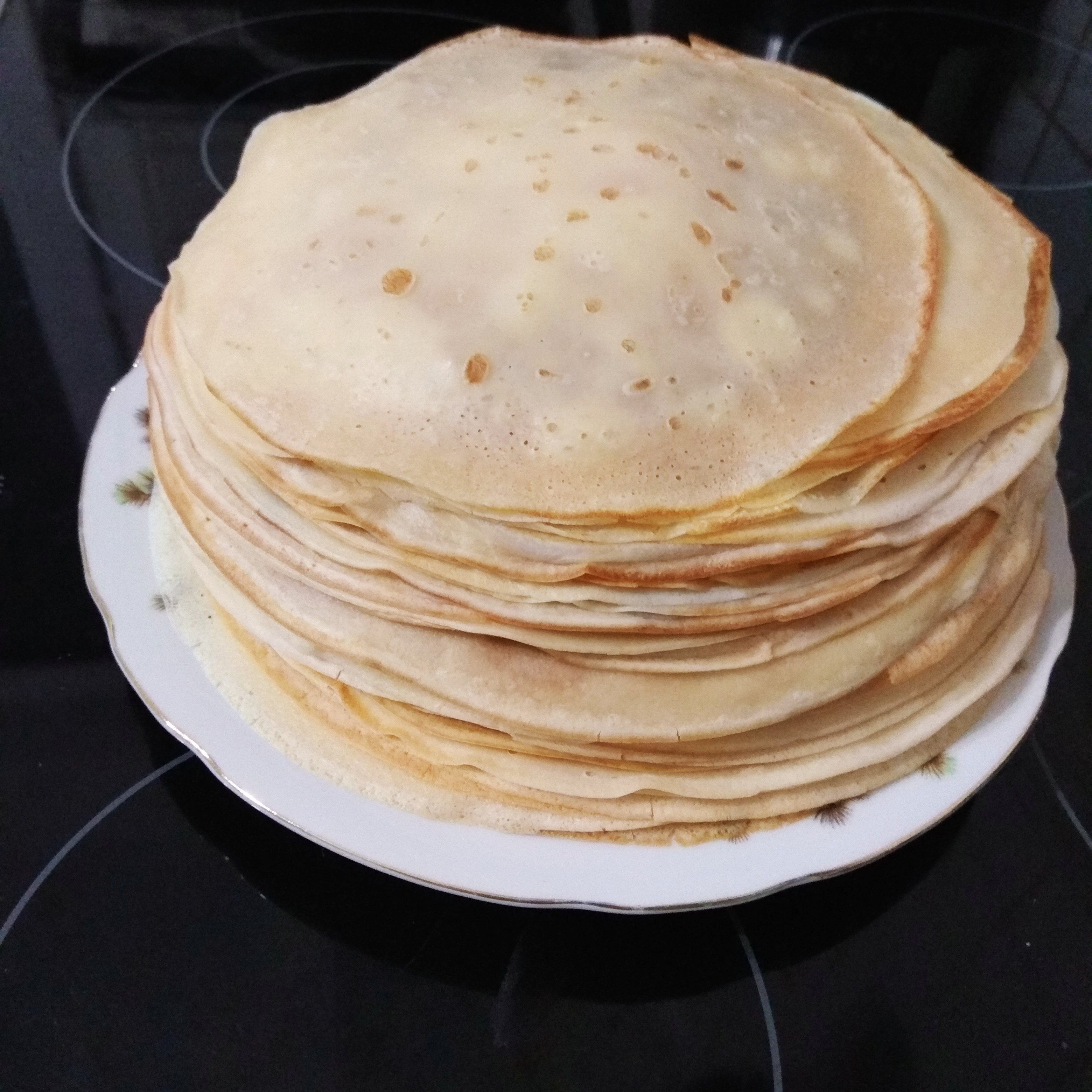
Los típicos blinýs.

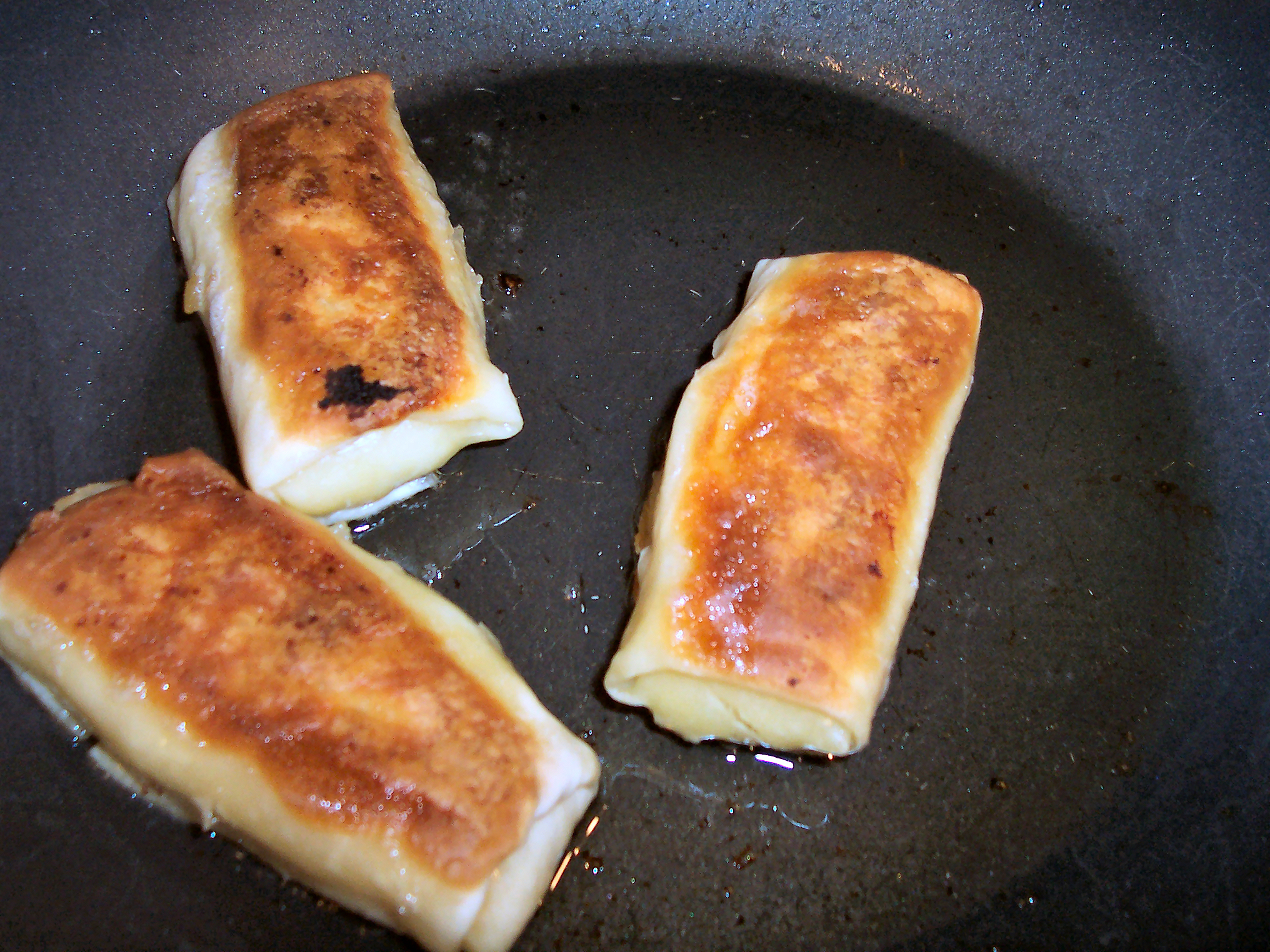
Blinýs rellenos de patata.

Los blinýs (en inglés: blini; en ruso: блин (blin, singular), блины (bliný, plural); en ucraniano: млинці, mlyntsí) son unas tortitas finas (especie de crêpes) de origen principalmente eslavo a base de harina, huevos, leche y levadura que pueden comerse cocidas en el horno o frita, con o sin relleno alguno. Es muy común en la cocina eslava (rusa, ucraniana, bielorrusa o polaca).
Los blinýs sirven como base para diferentes tipos de pescados ahumados (salmón, arenque, trucha, esturión); crème fraîche (crema agria o smetana), leche condensada, confitura y huevas de pescado, y se acompañan con té de hierbas, compota o con vino o cava. La bebida depende del tipo de relleno.
En Bielorrusia, existe una versión sin harina de cereales llamada drániki, que se elabora friendo en aceite de girasol una masa compuesta de patata cruda rallada, cebolla finamente picada, huevos, sal, pimienta negra y un poco de leche; tradicionalmente se comen con crema agria.
Los blinýs son un alimento muy antiguo vinculado a los pueblos eslavos desde la época precristiana; por su forma circular y su color dorado eran asociados con el Sol, y por eso constituían uno de los platos principales de las fiestas de la Máslenitsa -una fiesta que celebra el fin del invierno equivalente al carnaval- y de Kupala -el solsticio de verano o fiesta de San Juan-.

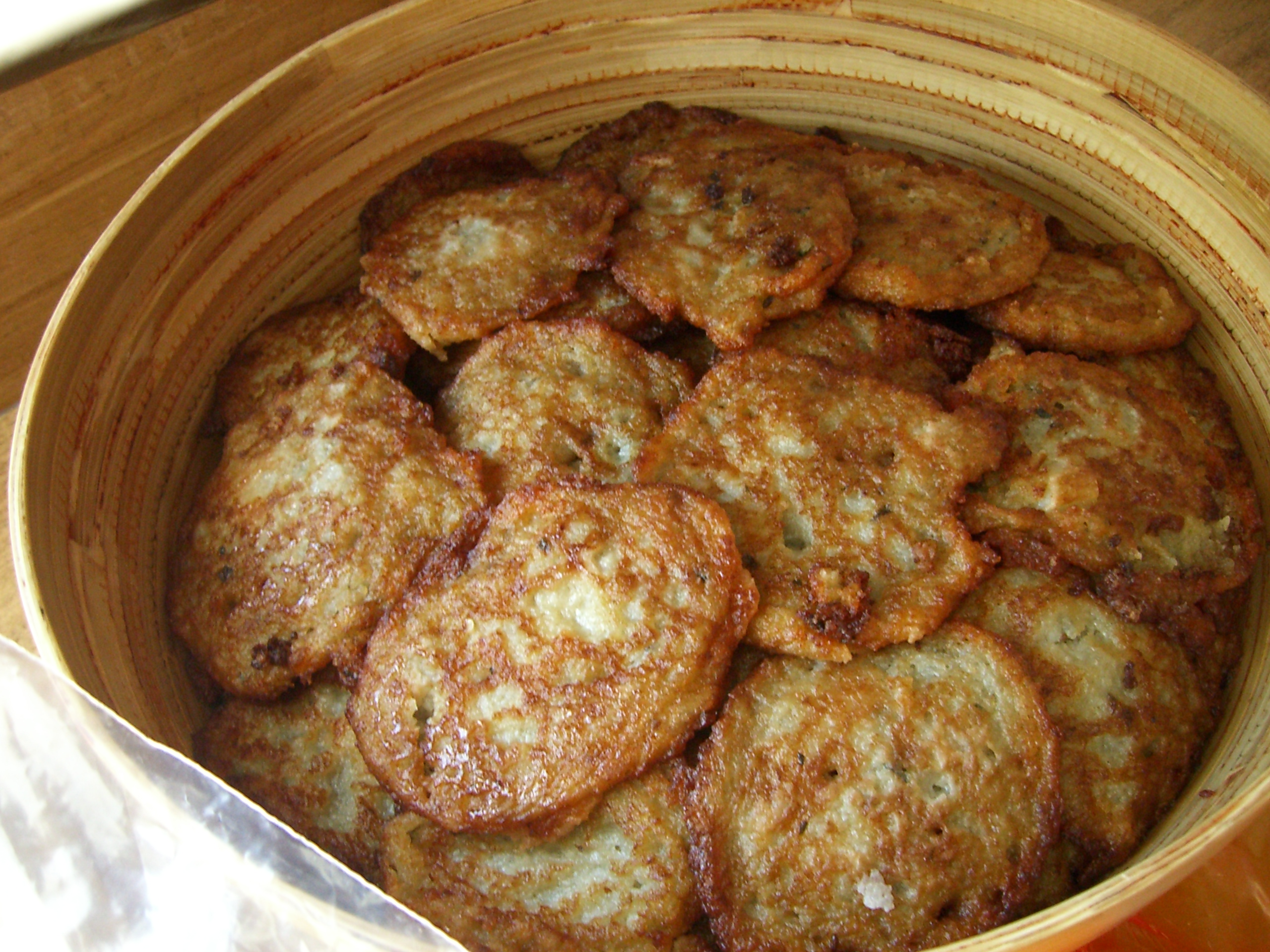
Drániki, especie de blinýs de patata bielorrusos.